# Uttar Raypur
Uttar Raypur è una suddivisione dell'India, classificata come census town, di 20.382 abitanti, situata nel distretto dei 24 Pargana Sud, nello stato federato del Bengala Occidentale. In base al numero di abitanti la città rientra nella classe III (da 20.000 a 49.999 persone).

## Geografia fisica
La città è situata a 22° 27' 37 N e 88° 12' 12 E.

## Società

### Evoluzione demografica
Al censimento del 2001 la popolazione di Uttar Raypur assommava a 20.382 persone, delle quali 10.500 maschi e 9.882 femmine. I bambini di età inferiore o uguale ai sei anni assommavano a 2.366, dei quali 1.219 maschi e 1.147 femmine. Infine, coloro che erano in grado di saper almeno leggere e scrivere erano 14.340, dei quali 7.936 maschi e 6.404 femmine.